# The Origins of Early Christian Literature
The Origins of Early Christian Literature: Contextualizing the New Testament within Greco-Roman Literary Culture é uma monografia de história escrita por Robyn Faith Walsh que foi publicada pela Cambridge University Press em 2021. O texto aborda os contextos da literatura cristã primitiva e propõe teses alternativas para as origens dos evangelhos - principalmente os Evangelhos Sinópticos - com base em sua autoria por uma elite, em contraste com a tese das tradições orais dos evangelhos.

## Conteúdo
No capítulo de abertura do livro The Origins of Early Christian Literature, Walsh começa "problematizando" uma noção perpetuada por meio de Atos dos Apóstolos e presunções acadêmicas a respeito do movimento de Jesus; Walsh se refere a isso como o "mito' do Big Bang das origens cristãs". Walsh criticou as três presunções dessa teoria: que o cristianismo experimentou um crescimento precoce e explosivo, que estava institucionalmente bem desenvolvido em seu primeiro século e que comunidades cristãs discretas se formaram. Walsh criticou essa visão como estabelecida pelos "inventores ou criadores de mitos" do século II que escreveram Atos.
Em seguida, Walsh traçou a influência do romantismo alemão, particularmente o pensamento de Johann Gottfried Herder e Friedrich Schlegel, no estabelecimento da presunção de que os evangelhos podem informar o pensamento sobre as comunidades cristãs primitivas. Walsh argumentou que essa presunção sobrevive nos estudos modernos. Walsh argumentou que estudos anteriores deixaram passar aspectos do desenvolvimento social do cristianismo primitivo "por se concentrarem apenas nas supostas comunidades cristãs desses autores, em vez de se concentrarem também no que sabemos sobre as práticas de autoria antigas em geral".
A avaliação de Walsh no livro foi que somente os estudos sobre o cristianismo primitivo adotam formalmente concepções modernas de comunidade coesa para descrever o cristianismo em seu primeiro século, em contraste com as normas de outros estudos clássicos. O romantismo alemão do início do século XIX, de acordo com Walsh, refletia os conflitos contemporâneos entre protestantes e católicos: Os protestantes alemães articulavam os primeiros cristãos como comparáveis ao Volk com um Geist lutando contra uma Roma corrupta e da elite. A obra de Rudolf Bultmann foi a principal referência para a análise de Walsh sobre a influência do romantismo alemão.
Walsh também sustentou que os autores dos evangelhos deveriam ser interpretados como "produtores culturais da elite escrevendo para outros produtores culturais da elite". Esses autores, de acordo com Walsh, estabeleceram a narrativa da vida de Jesus com suas estilizações idiossincráticas. Walsh afirma que esses autores da elite estavam escrevendo com influência e em troca com seu contexto cultural. Walsh apontou as baixas taxas de alfabetização do Império Romano e a criatividade literária dos evangelhos como evidência de uma possível autoria da elite.
No livro, Walsh também argumentou que o gênero literário dos evangelhos é melhor descrito como "biografia subversiva", uma visão apoiada por David Konstan. Diferentemente das "biografias cívicas", que promoviam "valores sociais dominantes", as biografias subversivas "retratam eventos coloridos na vida dos protagonistas". Os protagonistas de biografias subversivas levam vidas "coloridas", usam astúcia para enganar os adversários e, por fim, têm uma morte precoce ou trágica. Comparando os Evangelhos Sinópticos com outras biografias subversivas, Walsh afirmou que as especificidades da representação de Jesus não eram o produto de uma tradição oral, mas sim o "reflexo dos interesses racionais de escritores imperiais da elite". Walsh, observando que as biografias subversivas são, em geral, em grande parte fictícias, desafiou ainda mais a abordagem de usar os evangelhos para obter percepções sobre as primeiras comunidades cristãs.
De acordo com o argumento de Walsh no livro, as referências a testemunhas oculares, como as feitas no prefácio do Evangelho de Lucas, são topoi literários, enquanto o corpo ausente do Jesus crucificado é um motivo para expressar a divindade. Essas semelhanças temáticas com outras literaturas greco-romanas, de acordo com Walsh, significam que a busca por uma tradição oral do evangelho está baseada em uma falsa presunção. Essas tradições orais, de acordo com Walsh, "são irrecuperáveis para nós, se é que existiram". Walsh também usou comparações entre os evangelhos e outras literaturas contemporâneas, incluindo o Satíricon, para enfatizar o intercâmbio literário.

## Recepção crítica
Matthias Becker, ao avaliar o livro para a revista Klio, observou que o argumento de Walsh era "claramente estruturado, bem escrito e extremamente estimulante" em sua análise dos Evangelhos Sinópticos. No entanto, Becker criticou o trabalho por ser muito "unilateral" e desafiou a apresentação de Walsh da autoria clássica como a de um "agente racional independente". Ele também descobriu que a eclesiologia explicitamente estabelecida em Atos dos Apóstolos contradiz diretamente e torna "infundada" a tese de Walsh de um "povo de Jesus" não coeso.
Em uma resenha de The Origins of Early Christian Literature para Studies in Religion/Sciences Religieuses, Zeba Crook disse que "há muito o que admirar nessa obra" e que ela "amplia o legado de J. Z. Smith". Crook também encontrou força na alegação de Walsh de que os escritores dos evangelhos provavelmente vieram de uma cultura literária de elite. No entanto, Crook sugere que Paulo, o Apóstolo, apresenta-se como um contraexemplo de um "especialista literário" que vivia nas primeiras comunidades cristãs, sugerindo que figuras semelhantes a Paulo podem ter sido responsáveis pelos evangelhos. Crook também considerou o modelo de autoria dos evangelhos de Walsh deficiente para resolver o problema sinótico.
Considerando o trabalho de Walsh "uma vantagem refrescante por desafiar tantas suposições profundamente arraigadas e objetivos tradicionais de estudos sobre os evangelhos", a resenha de Brent Nongbri para a Bryn Mawr Classical Review também considerou que "a questão da autoria merece mais nuances". Nongbri apontou para a "ambivalência" da autoria na literatura romana contemporânea e descobriu que "a relação entre um texto escrito e os ensinamentos orais pode ser menos clara do que o modelo bifurcado de Walsh permite". No final das contas, "não foi persuadido" pelos argumentos de Walsh, mas Nongbri descobriu que os capítulos em que Walsh apresentou seus argumentos mais inovadores "proporcionam uma leitura estimulante. O livro é altamente provocativo e deve suscitar um debate animado entre os estudiosos do Novo Testamento".
Richard Carrier, um historiador da história antiga conhecido por seu ceticismo marginal, elogiou o trabalho de Walsh na construção de sua dissertação na Universidade Brown em The Origins of Early Christian Literature, chamando a monografia de "excelente trabalho".